# Goniopora cellulosa
Goniopora cellulosa là một loài san hô trong họ Poritidae. Loài này được Veron mô tả khoa học năm 1990.